# Ozyptila spirembola
Ozyptila spirembola là một loài nhện trong họ Thomisidae.
Loài này thuộc chi Ozyptila. Ozyptila spirembola được Jörg Wunderlich miêu tả năm 1995.